# 张越 (女子足球运动员)
张越（1990年9月30日—），中国足球运动员，中国国家女子足球队成员，司职守门员。她曾随队参加2014年亚洲运动会、2015年世界杯女子足球赛和2016年里约奥运会女子足球比赛。